# Atmarama Vassudeva Rogonata Porobo
Atmarama Vassudeva Rogonata Porobo ComC, 1.º Visconde de Perném, foi um empresário agrícola português, sendo um dos homens mais ricos de toda a Índia Portuguesa.

## Biografia
Supõe-se filho do 1.º Barão de Perném. Súbdito Português da Índia, Comendador da Real Ordem Militar de Nosso Senhor Jesus Cristo em 1891 e Proprietário em Perném.
O título de Visconde de Perném foi-lhe concedido por Decreto de D. Carlos I de Portugal de 19 de Agosto de 1893.